# Chaetabraeus rugicollis
Chaetabraeus rugicollis är en skalbaggsart som först beskrevs av Sylvain Auguste de Marseul 1856.  Chaetabraeus rugicollis ingår i släktet Chaetabraeus och familjen stumpbaggar. Inga underarter finns listade i Catalogue of Life.